# Vittorio Luigi Mondello

Erzbischofswappen von Vittorio Luigi Mondello

Vittorio Luigi Mondello (* 21. Oktober 1937 in Messina) ist ein italienischer Geistlicher und emeritierter Erzbischof von Reggio Calabria-Bova.

## Leben
Vittorio Luigi Mondello empfing am 21. Juni 1960 die Priesterweihe für das Erzbistum Messina.
Papst Paul VI. ernannte ihn am 10. Februar 1977 zum Weihbischof in Messina und Titularbischof von Carcabia. Der Erzbischof von Palermo, Salvatore Kardinal Pappalardo, spendete ihm am 21. Januar des nächsten Jahres die Bischofsweihe; Mitkonsekratoren waren Francesco Fasola, Alterzbischof von Messina, und Ignazio Cannavò, Erzbischof von Messina, Bischof von Lipari und Prälat von Santa Lucia del Mela. Als Wahlspruch wählte er Euntes ergo.
Papst Johannes Paul II. ernannte ihn am 30. Juli 1983 zum Bischof von Caltagirone. Am 28. Juli 1990 wurde er zum Erzbischof von Reggio Calabria-Bova ernannt.
Am 13. Juli 2013 nahm Papst Franziskus seinen altersbedingten Rücktritt an.